# C/2011 W3 (Lovejoy)
C/2011 W3 (Lovejoy) este o cometă periodică razantă din grupul Kreutz. Ea a fost descoperită la data de 27 noiembrie 2011 de astronomul amator australian Terry Lovejoy. A fost prima cometă de acest tip descoperită prin observații la sol în mai mult de patruzeci de ani.

## Descoperirea cometei
Cometa Lovejoy a fost descoperită la 27 noiembrie 2011 de Terry Lovejoy la Thornlands, Queensland, în timpul unui sondaj de căutare de comete folosind un telescop cu oglinda principală de 20 cm, de tip Schmidt-Cassegrain Celestron C8 lucrând la f/2,1 cu un aparat foto digital CCD QHY9. Era a treia cometă descoperită de Terry Lovejoy. El a raportat că a fost „un obiect neclar în mișcare rapidă” cu  magnitudine 13. În următoarele nopți a făcut observații suplimentare.

Confirmarea independentă a cometei nu a venit până la 1 decembrie, când a fost observată de către Alan Gilmore și Pamela Kilmartin la Observatorul Mount John în Noua Zeelandă, cu ajutorul unui telescop de 100 cm. După confirmare, un raport oficial a fost făcut la Biroul Central pentru Telegrame Astronomice, și existența cometei a fost anunțată de către Minor Planet Center, la 2 decembrie. Este prima cometa din grupul Kreutz descoperită prin observare la sol în 40 de ani.

## La periheliu

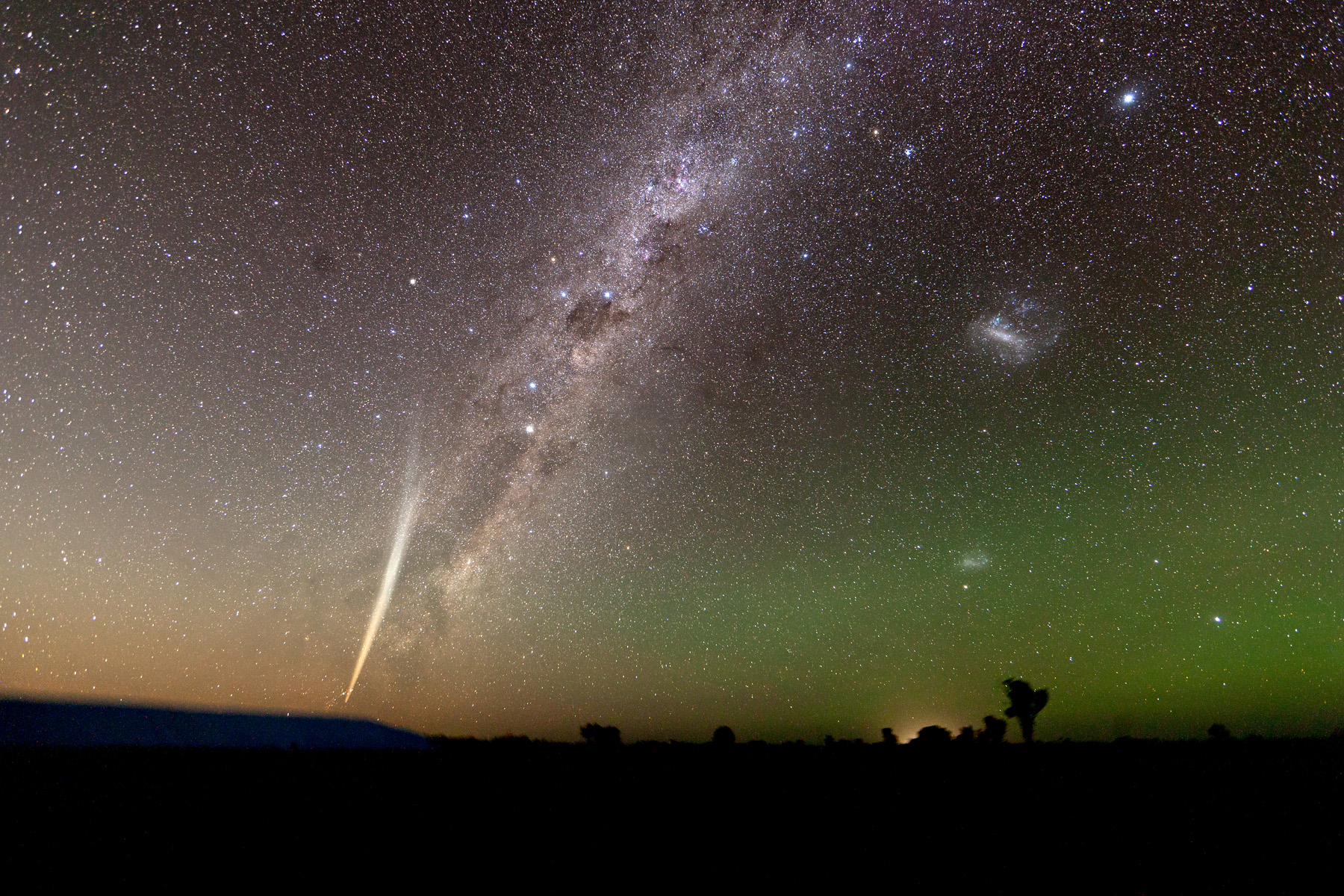
Cometa Lovejoy văzută de pe Pământ.

Periheliul cometei a avut loc în spatele coroanei solare la data de 16 decembrie 2011, la 00h 35min. UTC, la o distanță de circa 820.000 km de centrul Soarelui, adică la 140.000 km de suprafața Soarelui. Era de așteptat ca, sub efectul căldurii intense a Soarelui, acest bulgăr de zăpadă murdară, cu diametrul de 200 de metri, să nu supraviețuiască acestei treceri razante și să se disloce, transformându-se într-un nor difuz de vapori și de praf dar Observatorul de Dinamici Solare (SDO) cât și satelitul belgian PROBA-2 au observat cometa ieșind din coroana solară.

## Observare
Cometa a fost văzută mai întâi de satelitul STEREO-A la 3 decembrie, apoi a apărut în câmpul instrumentului LASCO C3 al SOHO în noaptea de 13  spre 14 decembrie 2011. Înainte să trecă la periheliu, cometa a fost subiectul unor campanii de observații a optsprezece instrumente de pe cinci sateliți: STEREO, SOHO, SDO, Hinode și PROBA-2. 
La 21 decembrie 2011 cometa a fost fotografiată de echipajul Stației Spațiale Internaționale. 
După această dată cometa a devenit vizibilă cu ochiul liber, în zori, pentru observatorii din Emisfera Sudică. La reapariția sa neașteptată, cometa a devenit excepțional de strălucitoare pe cerul Australiei, însă nucleul său s-a transformat într-un nor de praf cu forma unei țigări de foi. Nucleul s-a dislocat la câteva ore după ce a traversat coroana solară și acest lucru a mărit considerabil luminozitatea cozii.